# Yann LeCun
Yann LeCun (8 de juliol de 1960) és un informàtic francès que treballa principalment en el camp de l'aprenentatge automàtic, la visió artificial, robòtica mòbil, i la neurociència computacional. Té la Càtedra Silver de l'Institut Courant de Ciències Matemàtiques de la New York University, i és vicepresident i cap científic d'intel·ligència artificial a Facebook.
És molt conegut per la seva feina en reconeixement òptic de caràcters i visió artificial utilitzant xarxes neuronals convolucionals (CNN), i se'l considera un dels fundadors de les xarxes convolucionals. També és un dels creadors principals de la tecnologia de compressió d'imatges DjVu (juntament amb Léon Bottou i Patrick Haffner). Va desenvolupar el llenguatge de programació Lush amb Léon Bottou.
Va ser un dels guanyadors del Premi Turing de 2018 per la seva feina en aprenentatge profund.

## Biografia

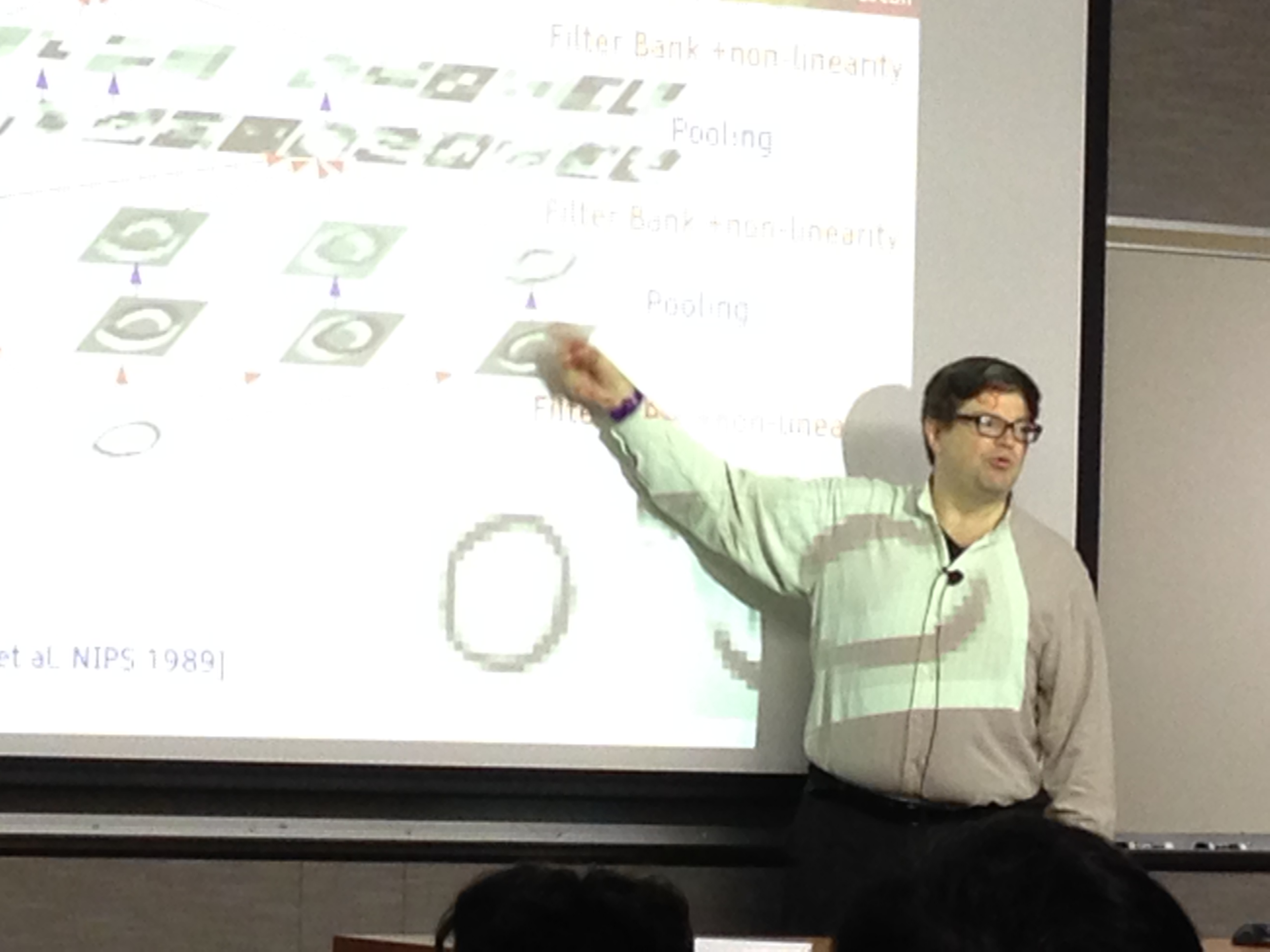
Yann LeCun a la Universitat de Minnesota, 2014

D'origen bretó, Yann LeCun va néixer a Soisy-sous-Montmorency, als afores de París, l'any 1960. Va rebre el Diplôme d'Ingénieur de l'ESIEE Paris el 1983, i es va doctorar en informàtica per la Universitat Pierre et Marie Curie el 1987, on va proposar una forma primitiva de l'algorisme d'aprenentatge de retropropagació per a xarxes neuronals.
Va fer un postdoctorat al laboratori de Geoffrey Hinton de la Universitat de Toronto entre 1987 i 1988.
El 1988, va entrar al Departament de Recerca en Sistemes Adaptatius dels Bell Labs a Holmdel, Nova Jersey, als Estats Units, que estava dirigit per Lawrence D. Jackel, on va desenvolupar uns quants nous mètodes d'aprenentatge automàtic, com un model de reconeixement d'imatges inspirat en la biologia anomenat xarxa neuronal convolucional, els mètodes de regularització de "Dany Cerebral Òptim", i el mètode de xarxes transformadores de grafs (semblant al camp aleatori condicional), que va aplicar en el reconeixement d'escriptura manual i OCR. El sistema de reconeixement de talons bancaris que va ajudar a desenvolupar fou desplegat massivament per NCR i altres empreses. El 1996, va entrar al departament de Recerca dels AT&T Labs com a cap del Departament de Recerca en Processament d'Imatges, que formava part del laboratori de recerca en Parla i Processament d'Imatge de Lawrence Rabiner, i va treballar principalment en la tecnologia de compressió d'imatges DjVu.
Després d'una breu etapa com a Fellow del NEC Research Institute (ara NEC-Labs America) a Princeton, NJ, va passar a la New York University (NYU) el 2003, on té la Càtedra Silver d'informàtica i ciències neuronals al Courant Institute of Mathematical Science i el Center for Neural Science. També és professor a la Tandon School of Engineering. A la NYU, ha treballat principalment en models basats en energia per aprenentatge supervisat i no supervisat, aprenentatge de característiques per al reconeixement d'objectes en visió artificial, i robòtica mòbil.
El 2012, va ser el director fundador del NYU Center for Data Science. El 9 de desembre de 2013, LeCun va convertir-se en el primer director de Facebook AI Research a Nova York, i va deixar la direcció del NYU-CDS a principis de 2014.
El 2013, ell i Yoshua Bengio van co-fundar la International Conference on Learning Representations, que va adoptar un procés de revisió obert post-publicació, tal com havia defensat prèviament al seu web. Va ser el director i organitzador de la "Learning Workshop" que es va celebrar cada any entre 1986 i 2012 a Snowbird, Utah. És membre del Consell Consultiu Científic de l'Institut per Matemàtiques Pures i Aplicades a UCLA. És co-director del programa de recerca Learning in Machines and Brain (abans Neural Computation & Adaptive Perception) de l'Institut Canadenc de Recerca Avançada (CIFAR).

## Premis i reconeixements
LeCun és membre de l'Acadèmia Nacional d'Enginyeria dels Estats Units i ha rebut diversos premis de l'IEEE en el camp de les xarxes neuronals i la visió artificial.
El 2016, fou nomenat Doctor honoris causa per l'IPN de Ciutat de Mèxic. El 2017, LeCun va rebutjar una invitació per fer una conferència a la Universitat Rei Abdul·lah de l'Aràbia Saudita, perquè va pensar que seria considerat terrorista al país a causa del seu ateisme. El setembre de 2018, va rebre el Premi Harold Pender de la Universitat de Pennsilvània. L'octubre del mateix any, va rebre un altre doctorat honoris causa, aquest cop de l'EPFL.
El març de 2019, LeCun va guanyar el premi Turing, compartit amb Yoshua Bengio i Geoffrey Hinton.